# Actinote theogonia
Actinote theogonia är en fjärilsart som beskrevs av Gustav Weymer 1890. Actinote theogonia ingår i släktet Actinote och familjen praktfjärilar. Inga underarter finns listade i Catalogue of Life.